# 纳泽勒-内格龙
纳泽勒-内格龙（法語：Nazelles-Négron，法語發音：[nazɛl neɡʁɔ̃] ⓘ）是法国安德尔-卢瓦尔省的一个市镇，位于该省东部，属于图尔区。该市镇于1971年由原市镇纳泽勒（Nazelles）和内格龙（Négron）合并而成。

## 地理
纳泽勒-内格龙（47°25'56"N, 0°57'12"E）面积22.32 平方千米，位于法国中央-卢瓦尔河谷大区安德尔-卢瓦尔省，该省份为法国中西部省份，北起萨尔特省、东北接卢瓦-谢尔省，东南接安德尔省，南至维埃纳省，西临曼恩-卢瓦尔省。
与纳泽勒-内格龙接壤的市镇（或旧市镇、城区）包括：昂布瓦斯、尚赛、卢瓦尔河畔吕索、图赖讷地区蒙特勒伊、努瓦宰、锡斯河畔波塞、勒尼。

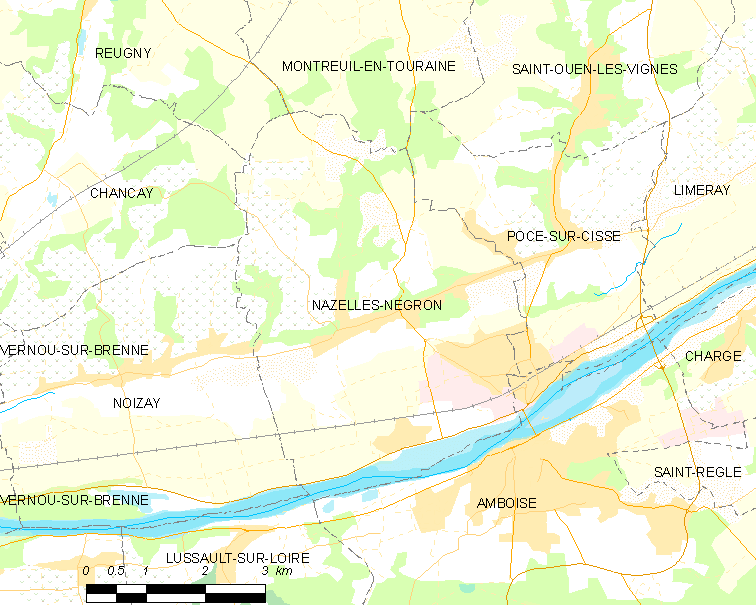
纳泽勒-内格龙的OSM定位图

纳泽勒-内格龙的时区为UTC+01:00、UTC+02:00（夏令时）。

## 行政
纳泽勒-内格龙的邮政编码为37530，INSEE市镇编码为37163。

## 政治
纳泽勒-内格龙所属的省级选区为昂布瓦斯县。

## 人口

1962-2008年间纳泽勒-内格龙人口变化图示

纳泽勒-内格龙于2022年1月1日时的人口数量为3682人。